# Зоровий контакт

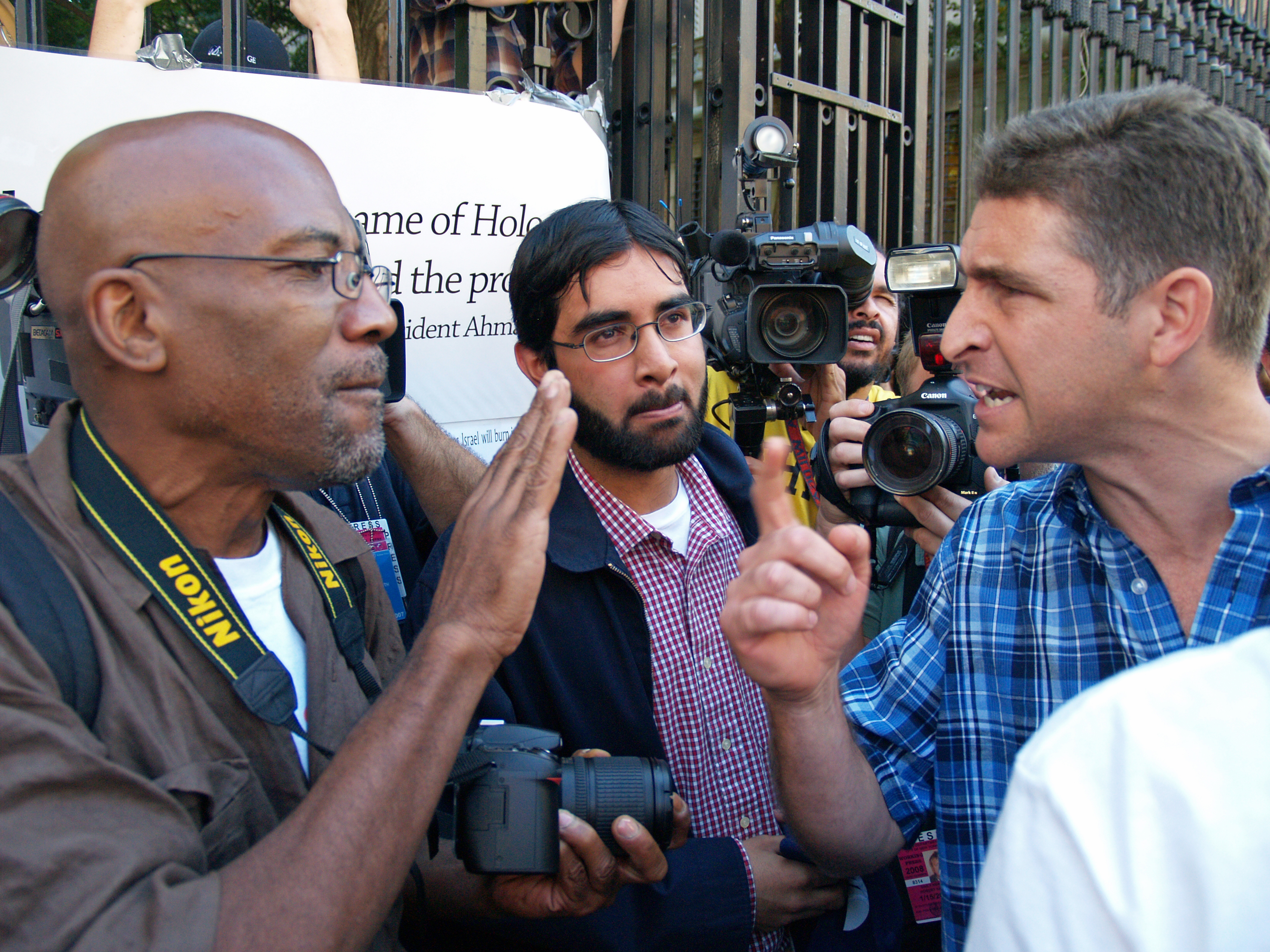
«Зіткнення поглядів» у запеклій політичній суперечці

Зоровий контакт або погляд «очі в очі» є важливою частиною невербальної комунікації в людей та різних видів тварин. 
Характер зорових контактів відіграє велику роль у соціальній поведінці. Негласні правила, за якими оцінюють зоровий контакт і визначають його оптимальну тривалість і частоту, сильно відрізняються в різних суспільствах і культурах та змінюються в міру зміни традицій. У психології, психіатрії та нейробіології досліджують роль зорового контакту при розвитку дитини, його соціальні аспекти, вплив на виконання когнітивних задач, а також проблему уникання зорового контакту при аутизмі.
Численні види тварин негативно сприймають прямий погляд у вічі, імовірно, через те, що він може бути ознакою потенційної загрози. У людей роль погляду складніша. Так, деякі дослідники вважають, що біла склера людини, на відміну від пігментованої склери інших приматів, розвинулася через потребу точно відстежувати рухи очей і напрямок погляду. Є дані про те, що при погляді на обличчя прямий зоровий контакт сприяє ідентифікації статі людини та пришвидшує впізнавання знайомих облич.
Зустрічаючи прямий погляд, чи то на зображенні, чи то в житті, людина приділяє йому особу увагу. В одному дослідженні відзначено, що реакція на оточні об'єкти вповільнюється при безпосередньому зоровому контакті сильніше, ніж при зазиранні на обличчя з відведеним поглядом. Зоровий контакт із незнайомцем підсилює активність автономної нервової системи в дорослих людей, за даними іншого дослідження. Схожий вплив взаємного погляду на когнітивні процеси та поведінкові реакції називають «ефектом зорового контакту» (англ. eye contact effect).

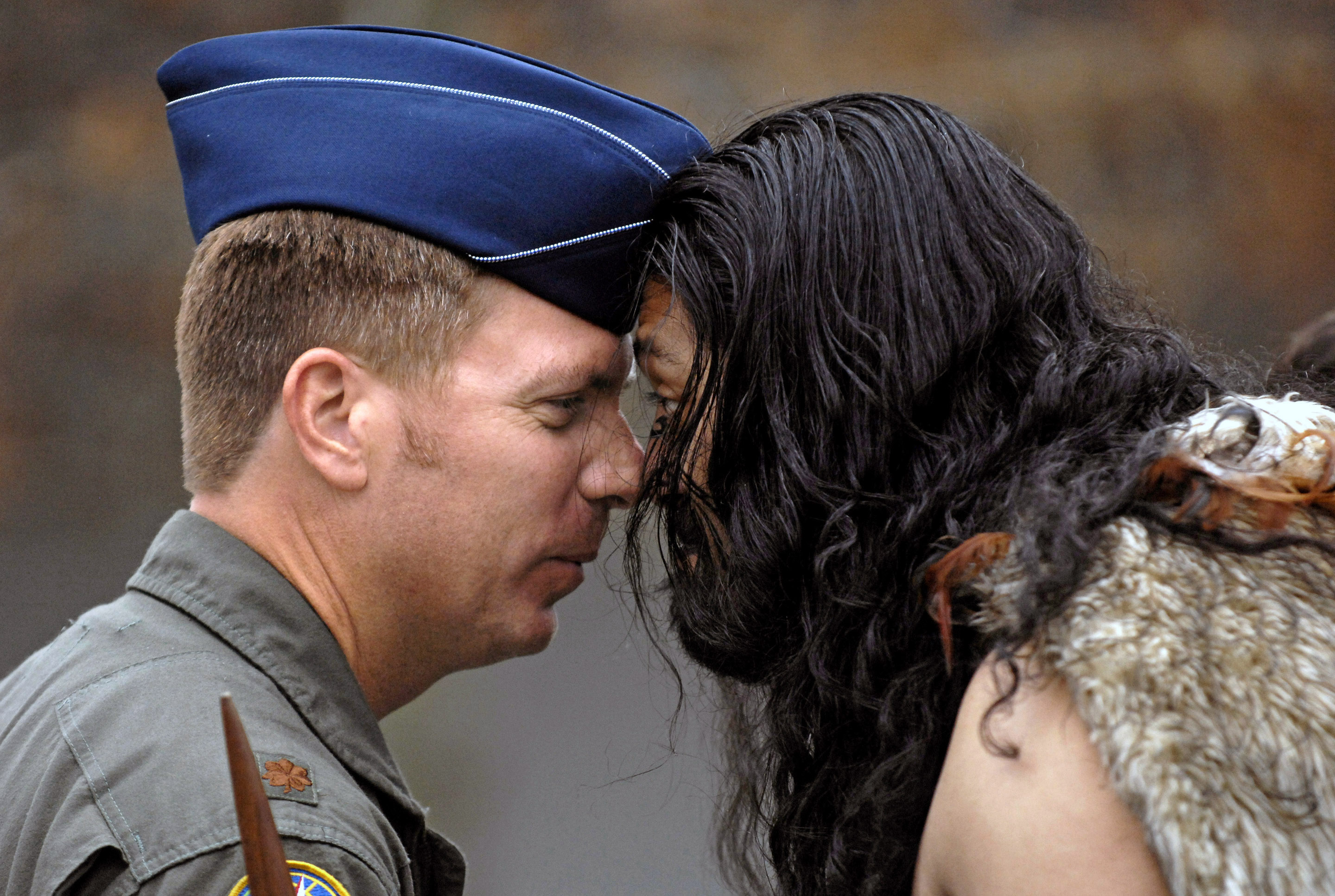
Традиційне привітання маорі

Безліч МРТ-досліджень присвячені вивченню того, які ділянки мозку активуються під впливом погляду. В одному огляді відзначили підвищену активацію в п'яти ділянках мозку у відповідь на прямий погляд (на противагу відведеному погляду). Це веретеноподібна звивина, антеріорна та постеріорна частини верхньої скроневої борозни, медіальна префронтальна та орбітофронтальна кора, і мигдалеподібна залоза.